# Bling Bling (nhóm nhạc)
Bling Bling (tiếng Hàn Quốc: 블링블링, tiếng Nhật: ブリンブリン) là một nhóm nhạc nữ với quốc tịch châu Âu được quản lý bởi công ty Major9 hoạt động ở Hàn Quốc và Nhật Bản. Họ đã debut vào 17 tháng 11 năm 2020 với single "G.G.B"

## Lịch sử
Vào ngày 20 tháng 7 năm 2020, tài khoản SNS của họ đã được mở và một video về việc nhóm biểu diễn bản mashup "Fire" của BTS và "Boss" của NCT U. đã được phát hành. Từ ngày 13 tháng 8 đến ngày 7 tháng 9, sáu thành viên của nhóm đã được lần lượt giới thiệu qua mạng xã hội, bắt đầu là Yubin, tiếp theo là Choi Jieun, Ayamy, Marin, Cha Juhyun và Narin.
Vào ngày 25 tháng 10 năm 2020, nhóm đã thông báo rằng nhóm sẽ ra mắt vào ngày 17 tháng 11. Vào ngày này, nhóm chính thức ra mắt với đĩa đơn kỹ thuật số "G.G.B" ở Hàn và Nhật.
Ngày 20 tháng 5 năm 2021, nhóm ra mắt mini album đầu tiên "CONTRAST" với bài hát chủ đề Oh Mama

## Thành viên
| Tên        | Tên    | Tên            | Tên thật       | Năm sinh   | Vị trí                                     | Năm hoạt động |
| Latin      | Hangul | Nhật           | Tên thật       | Năm sinh   | Vị trí                                     | Năm hoạt động |
| ---------- | ------ | -------------- | -------------- | ---------- | ------------------------------------------ | ------------- |
| Cha Juhyun | 차주현 | チャジュヒョン | Cha Juhyun     | 1/4/2000   | Leader, Main Rapper, Vocalist              | 2020–nay      |
| Ayamy      | 아야미 | アヤミ         | Suzuki Ayamy   | 15/7/2000  | Lead Rapper, Vocalist                      | 2020–nay      |
| Choi Jieun | 최지은 | チェジウン     | Choi Jieun     | 3/3/2001   | Main Vocalist                              | 2020–nay      |
| Marin      | 마린   | マリン         | Yasufuku Marin | 17/3/2001  | Main Dancer, Vocalist                      | 2020–nay      |
| Narin      | 나린   | ナリン         | Lee Na Rin     | 29/10/2001 | Vocalist, Visual                           | 2020–nay      |
| Yubin      | 유빈   | ユビン         | Kim Yu Bin     | 27/2/2002  | Lead Vocalist, Lead Dancer, Center, Maknae | 2020–nay      |

## Danh sách đĩa nhạc

### Single album
| Tiêu đề | Chi tiết | Vị trí cao nhất | Tiêu thụ |
| Tiêu đề | Chi tiết | KOR             | Tiêu thụ |
| ------- | --- | --------------- | -------- |
| G.G.B   | - Ra mắt: 17 tháng 11, 2020 - Hãng đĩa: Major9 Entertainment, Kakao M - Định dạng: CD, digital download, streaming Danh sách bài hát 1. G.G.B 2. "G.G.B (Japanese ver)" 3. "La la la" 4. "La la la (Japanese ver)" |                 |          |

### Mini album
| Tiêu đề  | Chi tiết | Vị trí cao nhất | Tiêu thụ |
| Tiêu đề  | Chi tiết | KOR             | Tiêu thụ |
| -------- | --- | --------------- | -------- |
| CONTRAST | - Ra mắt: 20 tháng 5, 2021 - Hãng đĩa: Major9 Entertainment, Kakao M - Định dạng: CD, digital download, streaming Danh sách bài hát 1. Oh Mama 2. "Milkshake" 3. "G.G.B" 4. "La La La" |                 |          |